# 海鳥の詩
「海鳥の詩」（うみどりのうた）は、廣瀬量平の合唱組曲。混声合唱組曲としてまず発表され、後に男声合唱、女声合唱にも編曲された。作詩は更科源蔵。

## 概説
1977年（昭和52年）度文化庁芸術祭参加作品として、NHKの委嘱により混声合唱版が発表された。その後1981年（昭和56年）には男声合唱版が、1983年（昭和58年）には女声合唱版が発表されている。
廣瀬はこの曲の成立に際しては、NHKの担当ディレクター・須田潔の尽力が大きいとしている。廣瀬と須田のコンビは1972年に混声合唱組曲『カムイの森で』で芸術祭合唱部門で優秀賞を受賞していて、それに続くものである。NHKは当初、「ある高名な作家に」詩を委嘱し書き下ろしてもらったが、「どうしても合唱曲にならない」として没にし、須田は急遽、詩人・郷土史家であった更科を起用することとした（更科の娘の夫がNHKに勤務していたという縁があった）。更科の第3詩集『無明』から2編（オロロン鳥、海鵜）を選び、さらに更科の書き下ろしの詩1編（エトピリカ）を加え、全3楽章の組曲として発表した。作曲に際し廣瀬は「三日で一楽章ずつ、九日間でできた」「やっとできてスタジオに行ったら、やっぱり前奏がいるなあというので、スタジオで十分くらいであの海辺の岩みたいな前奏を作った」と、真に急ごしらえだった事情を明かしている。初演はNHK札幌放送合唱団、指揮・宍戸悟郎、ピアノ・高岡立子。「海鳥の詩」はこの年の芸術祭合唱部門で優秀賞を受賞。出版に際してはさらに更科がもう1編（北の海鳥）詩を書き下ろし、全4楽章として出版した。
詩は『無明』という題から示すように、「暗くわびしい日本の運命的な時代を生きた私（更科）自らの姿を、荒くきびしい風土の中で生きる北の海鳥の姿に託してうたったもの」である。出版から一年間で十数刷版を重ね、発表から40年以上たった現在でも世代を問わず多くの合唱団に歌われている。

## 曲目
全4楽章からなる。
1. オロロン鳥
断崖の岩の上にとまり、黙々と海を見るオロロン鳥。孤独な漂泊の思いと彼方へのあこがれ[2]。
2. エトピリカ
霧の中をまっしぐらに飛ぶ不思議な鳥エトピリカ。その狂熱的なひたむきさ。りんりんと風は鳴り、今もまたエトピリカは一心不乱に飛翔する[2]。
3. 海鵜
じっとうずくまる海鵜。あおく冷たくうねる寒流は磯に砕けて、その流れは行方も知れない。鵜は風や潮騒の音をきいているのだろうか[2]。
4. 北の海鳥
きらめく北の海を飛ぶ海鳥たち。風雪をものともせず生と死のゆれ動くさなかを、力一杯に飛ぶ海鳥たちへの賛歌[2]。
なおこの曲は3拍子であるが、初演の際に「ワルツみたいになって全然北海道の感じがしなくなっちゃった」[1]ことから、楽譜には「ワルツではない」と注意書きが添えられていた（現在の出版譜では「あのリズム感はワルツのように軽快だと変なのです。もっと重く、しかしまた、ときには少しはずんで、という微妙なリズム感ですが、今はもうこれが行きわたってます。」[1]として当該注意書きは削除されている）。

## 楽譜
いずれもカワイ出版から出版されている。
- （混声版）ISBN 9784760910311
- （男声版）ISBN 9784760918447
- （女声版）ISBN 9784760914487